# Leptocletodes debilis
Leptocletodes debilis är en kräftdjursart som beskrevs av Georg Ossian Sars 1920. Leptocletodes debilis ingår i släktet Leptocletodes och familjen Argestidae. Arten är reproducerande i Sverige. Inga underarter finns listade i Catalogue of Life.